# August Adenauer
Franz Johann Ludwig August Adenauer (* 10. Mai 1872 in Köln; † 10. Oktober 1952 in Augsburg) war ein deutscher Jurist.

## Leben und Beruf
August Adenauer wurde als ältestes von fünf Kindern des Justizbeamten Johann Conrad Adenauer (1833–1906) und seiner Frau Helene, geb. Scharfenberg (1849–1919), geboren. Sein jüngster Bruder war der spätere Bundeskanzler Konrad Adenauer. Er absolvierte das Abitur am Apostelgymnasium seiner Heimatstadt und studierte Rechtswissenschaften an den Universitäten in Bonn, Berlin und Heidelberg. An den jeweiligen Studienorten trat er den katholischen Studentenverbindungen Arminia, Askania und Palatia bei. Das Studium beendete Adenauer mit der Promotion zum Dr. iur. Das Referendariat leistete er – wie sein Bruder Konrad – am Königlichen Landgericht Köln ab. Anschließend ließ er sich dort als Rechtsanwalt nieder.
Mit Maria Greven heiratete er die Tochter einer wohlhabenden Kölner Familie und bekam dadurch Zugang zu höheren Gesellschaftsschichten.

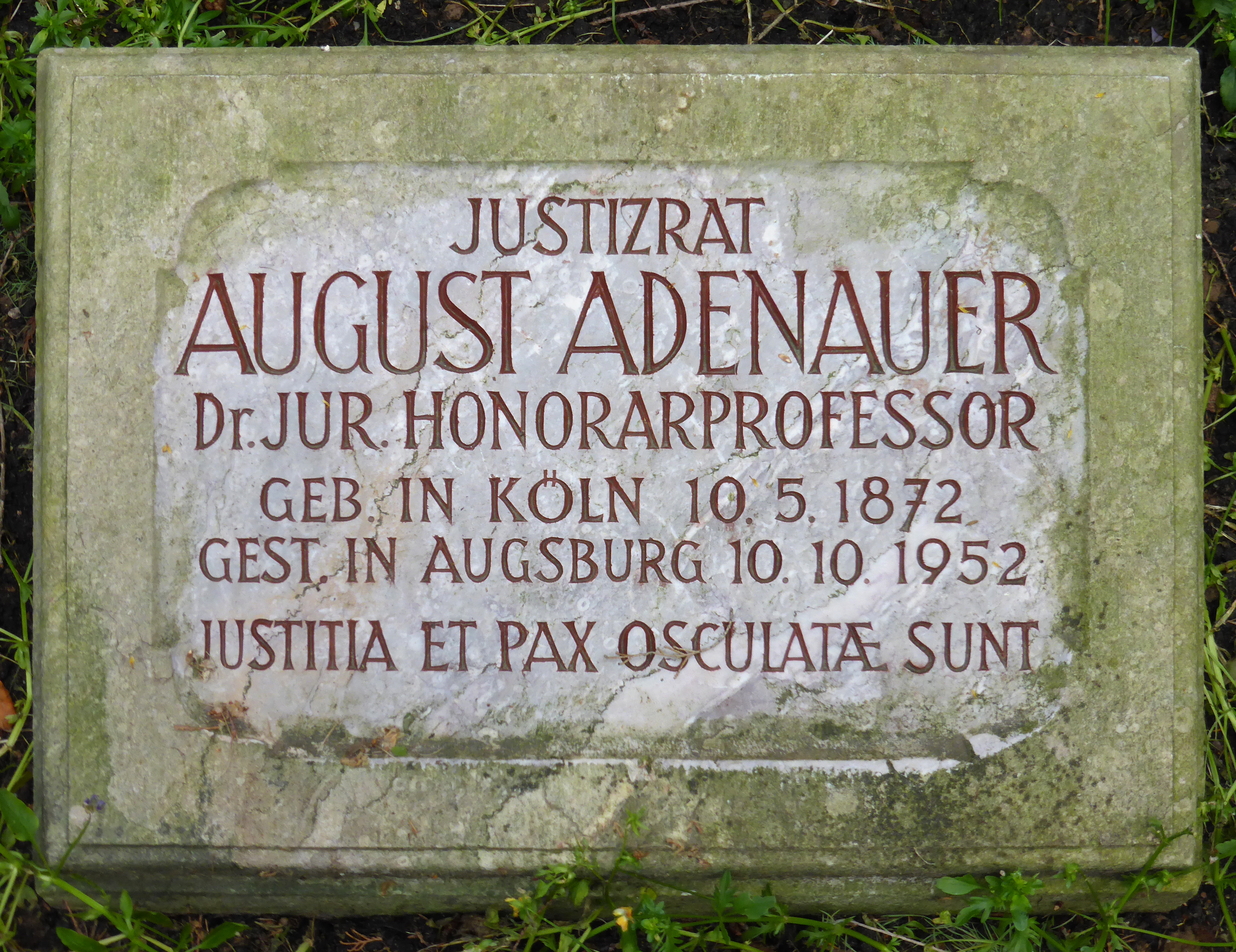
Grabstein auf dem Familiengrab, Melaten-Friedhof, Köln

Als Reserveoffizier des Bonner Husarenregimentes nahm er von 1914 bis 1918 am Ersten Weltkrieg teil und musste anschließend seine Kanzlei in Köln neu aufbauen. Bald galt er als einer der besten Kölner Anwälte und erhielt eine Honorarprofessur an der Kölner Universität.
Während der Zeit des Nationalsozialismus hatte auch er unter der Benachteiligung seiner Familie zu leiden, verlor nahezu alle Mandanten, wurde aber für seinen Bruder Konrad zum wichtigsten Rechtsbeistand und verhalf ihm unter anderem zur Niederschlagung eines Dienststrafverfahrens. Er war Mitglied im Bund Nationalsozialistischer Deutscher Juristen, der Vorläuferorganisation des NSRB.
Im August 1945 wurde August Adenauer von Hans Carl Nipperdey gegenüber den britischen Besatzungsbehörden als eine der geeigneten Personen zur Wiedereröffnung der juristischen Fakultät der Universität Köln empfohlen.
In seiner Heimatstadt Köln machte sich Adenauer um den Wiederaufbau der romanischen Kirche St. Pantaleon verdient.
Adenauer lebte zuletzt in Gielsdorf bei Bonn. Er starb 1952 auf einer Reise in Augsburg. Sein Grab befindet sich auf dem Melaten-Friedhof (Flur 20 in E) in Köln.

## Auszeichnungen
- Landwehrdienstauszeichnung 2. Klasse[3]
- Eisernes Kreuz 2. Klasse[3]
- Honorarprofessor an der Juristischen Fakultät der Universität Köln
- Komtur des Päpstlichen Gregoriusordens[3]
- Großes Bundesverdienstkreuz (1952)